# Exhuma: Quật mộ trùng ma
Exhuma: Quật mộ trùng ma (tiếng Hàn: 파묘, tiếng Anh: Exhuma) là một bộ phim điện ảnh Hàn Quốc thuộc thể loại trinh thám – kinh dị – giật gân ra mắt vào năm 2024 do Jang Jae-hyun viết kịch bản kiêm đạo diễn, với sự tham gia diễn xuất của các diễn viên gồm Choi Min-sik, Kim Go-eun, Yoo Hae-jin và Lee Do-hyun. Tác phẩm theo chân một nhóm người khai quật một ngôi mộ đáng nghi ngại và những hậu quả khủng khiếp được chôn giấu bên dưới đó.
Bộ phim đã được chọn để công chiếu tại Liên hoan phim quốc tế Berlin lần thứ 74, và sau đó được khởi chiếu tại Hàn Quốc ngày 22 tháng 2 năm 2024, cũng như tại Việt Nam vào ngày 15 tháng 3 năm 2024.

## Nội dung
Pháp sư Hàn Quốc nổi tiếng Lee Hwa-rim và người sư đệ của cô, Yoon Bong-gil, được một gia đình người Mỹ gốc Hàn giàu có thuê để tìm hiểu căn bệnh bí ẩn của đứa con trai mới sinh của họ. Hwa-rim phát hiện ra lời nguyền là "Tiếng gọi mộ phần", một linh hồn tổ tiên đầy thù hận đang ám họ. Người đứng đầu gia đình, Park Ji-Yong, cho phép họ di dời ngôi mộ để xoa dịu tổ tiên, ông nội của anh ta. Hwa-rim thuê hai người bạn là thầy phong thủy Kim Sang-deok và người hộ tang Go Yeong-geun với lời hứa trả họ một khoản tiền lớn, đặc biệt là Sang-deok, người đang cần tiền để lo đám cưới cho con gái mình.
Sang-deok chuyên bán đất chôn cất cho người giàu, trong khi Yeong-geun sở hữu một nhà tang lễ. Trong lần đầu gặp Ji-yong, Sang-deok cảm thấy khó hiểu khi Ji-yong khăng khăng muốn hỏa táng ngôi mộ, nằm trên một ngọn núi xa xôi gần biên giới Triều Tiên. Sang-deok muốn từ bỏ vì cảm nhận được năng lượng xấu từ ngôi mộ nhưng Ji-yong thuyết phục ông tiếp tục bằng cách tăng gấp đôi tiền thù lao. Hwa-rim thuyết phục họ rằng cô có thể thực hiện một nghi lễ trong khi ngôi mộ được đào để tránh lời nguyền. Ji-yong kể cho họ nghe về một nhà sư nổi tiếng tên là "Gisune", người đã giới thiệu địa điểm chôn cất cho ông nội của anh ta để tránh những kẻ trộm mộ.
Hwa-rim và Bong-gil thực hiện nghi lễ, và cuộc khai quật diễn ra suôn sẻ. Nhưng khi dọn dẹp, một trong những người đào huyệt đã giết một con rắn đầu người, gây ra điềm xấu và trời đổ mưa. Yeong-geun quyết định hỏa táng chiếc quan tài sau khi mưa tạnh nên họ cất nó ở một nhà xác gần đó. Người trông coi nhà xác, nghe đồn về một kho báu trong lăng mộ, đã tham lam mở quan tài ra và vô tình giải thoát cho thực thể hận thù bên trong - ông nội của Ji-yong. Hồn ma ông lão nhắm vào các hậu duệ của ông ta, giết chết cha mẹ Ji-yong và chính Ji-yong. Ông nội, được tiết lộ là một người hợp tác với quân đội Nhật Bản trong thời kỳ Hàn Quốc bị Nhật chiếm đóng, phẫn nộ vì con cháu không chăm lo cho mộ phần của mình. Sang-deok đã hỏa táng chiếc quan tài trước khi hồn ma ông lão có thể giết đứa bé, xóa bỏ lời nguyền.
Vài tháng sau, Yeong-geun thông báo cho Sang-deok về người đào huyệt trở nên hoảng loạn sau khi giết con rắn. Sang-deok quay lại hố chôn và phát hiện ra đầu của con rắn cùng với một chiếc quan tài thứ hai được chôn đứng. Ông gọi Hwa-rim, Bong-gil và Yeong-geun đến để xử lý chiếc quan tài. Bốn người đào nó lên và mang nó đến một ngôi chùa, nơi Hwa-rim biết về Gisune, người hóa ra là một pháp sư Nhật Bản quyền năng tên là Murayama Junji có biệt danh là "The Fox". Đêm đó, Bong-gil chứng kiến một con quỷ to lớn giết chết nhà sư của ngôi chùa và người nông dân nuôi lợn cùng với đàn lợn của ông ta. Hwa-rim và Bong-gil thấy chiếc quan tài đã bị phá vỡ từ bên trong và Hwa-rim bị phát hiện bởi con quỷ, hóa ra là một tướng samurai. Bong-gil bị thương và bị quỷ nhập, và những người khác chứng kiến con quỷ biến thành một quả cầu lửa bay trở lại ngọn núi.
Hwa-rim điều tra nguồn gốc của con quỷ samurai thông qua việc thẩm vấn con quỷ trong thân xác Bong-gil. Sang-deok trở lại hố chôn và tìm thấy con quỷ đang ngủ dưới đó. Một sự thật được tiết lộ: trong thời gian Đế quốc Nhật Bản chiếm đóng bán đảo Triều Tiên, quân Nhật đã ra lệnh cho các pháp sư của họ đặt nhiều cọc sắt trên khắp bán đảo để trấn yểm sự thịnh vượng của vùng đất này để họ có thể dễ dàng cai trị. Sang-deok phát hiện ra rằng những kẻ được cho là trộm mộ thực ra là những người yêu nước Hàn Quốc đã cố gắng đào và nhổ bỏ những chiếc cọc ở Hàn Quốc, và con quỷ samurai thực ra là linh hồn hộ mệnh được Gisune giao nhiệm vụ bảo vệ một trong những chiếc cọc.
Sang-deok, Hwa-rim và Yeong-geun lên kế hoạch đào chiếc cọc lên khi con quỷ thức dậy sau nửa đêm. Hwa-rim sẽ đánh lạc hướng con quỷ trong khi hai người đàn ông đào cái hố. Một cảnh hồi tưởng cho thấy Gisune đã cắm một thanh kiếm Nhật vào bên trong cơ thể của một tướng samurai bị chặt đầu, biến tên samurai thành một công cụ trấn yểm và ngôi mộ của ông nội Ji-yong đóng vai trò là vỏ bọc che giấu chiếc cọc này. Sang-deok nhận ra rằng con quỷ samurai chính là cọc sắt và hắn tượng trưng cho kim loại và lửa (Kim và Hỏa) trong Phong thủy, do đó hắn chỉ có thể bị tiêu diệt bởi nguyên tố gỗ và nước (Mộc và Thủy). Sau đó Sang-deok sử dụng cây gỗ thấm máu của chính mình để đập chết con quỷ. Ông ngất đi vì bị thương nhưng sau đó tỉnh lại trong một bệnh viện với ba người còn lại bên cạnh. Vài tháng sau, cả nhóm tham dự đám cưới của con gái Sang-deok.

## Diễn viên
- Choi Min-sik thủ vai Kim Sang-deok, một thầy phong thủy[6]
- Kim Go-eun thủ vai Lee Hwa-rim, một pháp sư[7]
- Yoo Hae-jin thủ vai Go Yeong-geun, một người hộ tang[8]
- Lee Do-hyun thủ vai Yoon Bong-gil, một pháp sư[9]

## Phát hành
Exhuma: Quật mộ trùng ma được công chiếu toàn cầu vào ngày 16 tháng 2 năm 2024 tại Liên hoan phim quốc tế Berlin lần thứ 74. Bộ phim cũng được công chiếu tại Hàn Quốc vào ngày 22 tháng 2 năm 2024, và tại Việt Nam vào ngày 15 tháng 3 năm 2024.

## Đón nhận
Bộ phim có mô-típ chống Nhật Bản, với việc khám phá lời nguyền có liên quan đến việc khám phá quá khứ của Hàn Quốc.

### Doanh thu phòng vé
Bộ phim được phát hành vào ngày 22 tháng 2 năm 2024 trên 2.086 rạp.